# III. Henrik meisseni őrgróf
III. (Előkelő) Henrik (Meißen, 1215 – Drezda, 1288. február 15.) meisseni őrgróf 1221-től haláláig.

## Élete
Dietrich meisseni őrgróf fiaként született, és édesapja halála után alig öt éves korában lépett a helyébe. 1221-től 1227-ig nagybátyjának, IV. Lajos türingiai tartománygrófnak (Árpád-házi Szent Erzsébet férje), 1227-től 1230-ig pedig II. Albert szász hercegnek állt a gyámsága alatt. 1234-ben feleségül vette Konstanciát, VI. Lipót osztrák herceg leányát.
1237-ben részt vett a pogány poroszok elleni keresztes hadjáratban. A császár és a pápa között folyó háborúskodásban a császár pártjára állt, amiért II. Frigyes hálából Türingiát és a szász Pfalzot helyezte neki kilátásba. Henrik 1243-ban II. Frigyes Margit nevű leányát eljegyezte fiával, Alberttel. Hódításai annyira megnövelték a Wettin-ház birtokait, hogy azt csak a Habsburgok birtokai szárnyalták ekkoriban túl.
Henrik uralkodásnak végét megkeserítette fiának, Albertnek züllött viselkedése. Henrik 67 (!) évnyi uralom után hunyt el 1288-ban. Mint a művészeteket pártoló személy maradt fenn a köztudatban, és mint középkori költő is ismeretes.

## Kapcsolódó szócikk
- Meißen őrgrófjainak listája

| Előző uralkodó: Dietrich | Meißen őrgrófja 1221 – 1288 | Következő uralkodó: II. Albert |

| Előző uralkodó: Dietrich | Lausitz tartománygrófja 1221 – 1288 | Következő uralkodó: Frigyes Tuta |

| Előző uralkodó: Raspe Henrik | Türingia tartománygrófja 1242 – 1265 | Következő uralkodó: Albert |